# Omar Torrijos
Omar Efrain Torrijos Herrera (Santiago, 13. veljače 1929. – 31. srpnja 1981.), panamski vojni časnik, de facto vođa države od 1968. do 1981. godine. Nikad nije bio izabran ni na kakvu javnu dužnost i nikad nije bio predsjednik Paname.
Rodio se u mjestu Santiago kao šesto od dvanaestero djece. Nakon završene osnovne i srednje škole otišao je na vojnu akademiju. Tamo je ostao neko vrijeme i diplomirao s činom drugog poručnika. Kasnije se usavršavao na vojnim školama Južne Amerike. Nakon dobivanja čina potpukovnika, još se više pomamio za vlašću. Godine 1966. postao je pukovnik.
Godine 1968. godine izveo je puč kojim je svrgnut demokratski izabrani predsjednik Arnulfo Arias (koji je vodio puč 1931. godine). Njegov suradnik u puču bio je bojnik Boris Martinez. Kasnije ga je Torrijos protjerao, a sam se promaknuo u viši čin postavši brigadni general.
Među njegovim najpoznatijim žrtvama su Hector Gallego, katolički svećenik i ljevičar Floyd Britton. Svoje protivnike je progonio, zavarao i ubijao. Nije bilo ništa neobično da se protivnici režima u helikopterima dovedu nad Tihi ocean te onda bace u njega.
Sklapao je razne sporazume, a jedan od njegovih sponzora bio je i američki predsjednik Jimmy Carter. Njegov režim bio je okrutan, zločinački i podupirale su ga Sjedinjene Američke Države. Provodio je razne reforme u javnom životu, poljoprivredi i drugim granama gospodarstva. To je za posljedicu imalo najvišu zaduženost po glavi stanovnika na svijetu. Namjeravao je zemlju vratiti civilnu vlasti do 1984. godine. Njegov nezakoniti sin, Martin Torrijos je dobio predsjedničke izbore 2004. i otad je na vlasti.
Poginuo je u zrakoplovnoj nesreći s navršene 52 godine. Prema nekim teorijama, njegovo ubojstvo izvršeno je uz pomoć SAD-a, a zapovijed je dao Manuel Noriega (kojem je Torrijos bio mentor).